# Crawford Allan
Crawford Allan (16 mei 1967) is een voormalig Schots voetbalscheidsrechter. Hij was een Categorie I-voetbalscheidsrechter van 2002 tot 2017.